# Tengiz
Tengiz è un giacimento petrolifero kazako, il secondo più grande del paese. È situato onshore, molto vicino alla costa nord-est del Mar Caspio. Scoperto nel 1979, conteneva circa 25 Gbbls, di cui da 6 a 9 recuperabili e importanti riserve di gas.
Il tenore di zolfo è estremamente elevato, sia nel petrolio (più del 10%) che nel gas. Il giacimento si trova a 3600 metri nel sottosuolo, che ne fa il più profondo tra i giacimenti di taglia comparabile al mondo. Questi due fattori spiegano perché il giacimento non fu sfruttato durante il periodo sovietico, quando fu preferito sfruttare i giacimenti della Siberia occidentale.
Lo sviluppo fu iniziato agli inizi degli anni 90 da un consorzio guidato dalla statunitense Chevron. Fu sviluppato un procedimento di trattamento raramente usato, da demercaptanizzazione. Si tratta di una reazione catalitica che permette di ritirare i tioli, composti chimici del tipo R-SH (dove R è un radicale organico) che fissa lo zolfo nel petrolio grezzo. Lo zolfo del gas è estratto nel medesimo modo.
Grazie a questo trattamento, il consorzio può vendere un petrolio che presenta un tenore di zolfo « normale » (0.55 %), visto che il greggio non trattato è invendibile. Tuttavia lo zolfo elementare si accumula, formando una montagna di milioni di tonnellate nel 2006, con possibili conseguenze per l'ambiente locale.
Tengiz produce circa 450 kbbl/die. Sono previste nuove espansioni, con reiniezione massiccia di gas acido associato. È previsto un massimo produttivo di 700 kbbl/die nel 2010.
Il giacimento è stato menzionato nel film Syriana (2005) con George Clooney.